# Garganoaetus
Garganoaetus è un genere estinto di poiana gigante vissuta nel Miocene superiore-Pliocene inferiore in quella che oggi è la penisola del Gargano, Italia. Garganoaetus era un buteonino che, ritrovandosi in un tratto isolato in quella che era l'isola del Gargano senza grossi rapaci, cominciò ad aumentare di dimensioni, occupando la nicchia di superpredatore. Nel Miocene infatti, pare che le vere aquile (Aquilinae) non avessero ancora colonizzato le zone del Paleartico e che dunque la nicchia da rapace superpredatore venisse occupata da buteonini e strigidi, come il contemporaneo barbagianni gigante Tyto gigantea.
Il genere Garganoaetus comprende due specie: G. murivorus della taglia di una grossa poiana, e G. freudenthali il gigante di turno, con un'apertura alare di 1,8-2,3 metri, paragonabile ad un'aquila reale (Aquila chrysaetos). Nonostante le dimensioni di quest'ultima specie, le proporzioni dovevano essere di una comune poiana, con ali molto allungate rispetto al corpo e penne caudali medio corte. Con una stazza del genere, G. freudenthali poteva probabilmente abbattere qualsiasi animale terrestre dell'isola. Il piede di Garganoaetus risulta differente rispetto a quello di altri buteonini, con il quarto dito esteso distalmente rispetto alle altre dita; l'arto risultava anche più irrobustito, dunque più adatto ad afferrare grosse prede.